# 下津町 (稲沢市)
下津町（おりづちょう）は、愛知県稲沢市の地名。

## 地理

### 字一覧
- 石田浦（イシダウラ）[WEB 6]
- 石田切（イシダキリ）[WEB 6]
- 北カマ（キタカマ）[WEB 6]
- 北丹波（キタタンバ）[WEB 6]
- 北団栗西切（キタドングリニシキリ）[WEB 6]
- 北中切（キタナカギリ）[WEB 6]
- 北六反田（キタロクタンダ）[WEB 6]
- 銚子原（チヨウシハラ）[WEB 6]
- 鳥帽子（トリボウシ）[WEB 6]
- 流（ナガレ）[WEB 6]
- 西クタラケ（ニシクタラケ）[WEB 6]
- 西国府（ニシコクブ）[WEB 6]
- 西下町（ニシシモマチ）[WEB 6]
- 西知光寺（ニシチコウジ）[WEB 6]
- 西森（ニシモリ）[WEB 6]
- 東石田（ヒガシイシダ）[WEB 6]
- 東クタラケ（ヒガシクタラケ）[WEB 6]
- 東国府（ヒガシコクブ）[WEB 6]
- 東下町（ヒガシシモマチ）[WEB 6]
- 東惣合田（ヒガシソウゴデン）[WEB 6]
- 東知光寺（ヒガシチコウジ）[WEB 6]
- 東細廻（ヒガシホソマワリ）[WEB 6]
- 東森（ヒガシモリ）[WEB 6]
- 弁天前（ベンテンマエ）[WEB 6]
- 南カマ（ミナミガマ）[WEB 6]
- 南下河原（ミナミシモガワラ）[WEB 6]
- 南丹波（ミナミタンバ）[WEB 6]
- 南団栗西切（ミナミドングリニシキリ）[WEB 6]
- 南中切（ミナミナカギリ）[WEB 6]
- 南堀田（ミナミホリタ）[WEB 6]
- 元番神（モトバンジン）[WEB 6]
- 芳子田（ヨシコダ）[WEB 6]

### 交通
- 東海道本線稲沢駅
- JR貨物稲沢機関区
- 愛知県道62号春日井稲沢線
- 愛知県道155号井之口江南線
- 愛知県道161号名古屋豊山稲沢線

### 施設
- 下町児童遊園
- 阿弥陀寺
- 妙長寺

## 歴史

### 沿革
- 1889年（明治22年） - 中島郡下津村となる[1]。
- 1906年（明治39年） - 稲沢町大字下津となる[1]。
- 1958年（昭和33年） - 稲沢市下津町となる[1]。
- 1929年（昭和44年） - 一部が菱町・井之口北畑町に編入される[1]。
- 1977年（昭和52年）から1984年（昭和59年）まで - 一部が下津細廻町・下津栗林町・陸田一里山町・陸田宮前町・下津牛洗町・下津長田町・下津鞍掛町・下津穂所町・下津小井戸町・下津片町・下津高戸町・下津光明寺町・下津蛇池町・下津ふじ塚町・下津住吉町・下津北山町・下津南山町・下津新町・下津大門町・下津矢口町・駅前にそれぞれ編入される[1]。

### 人口の変遷
国勢調査による人口および世帯数の推移。
| 1995年（平成7年）  | 245世帯 874人  |  |
| 2000年（平成12年） | 235世帯 845人  |  |
| 2005年（平成17年） | 357世帯 1121人 |  |
| 2010年（平成22年） | 305世帯 932人  |  |
| 2015年（平成27年） | 298世帯 896人  |  |
| 2020年（令和2年）  | 336世帯 864人  |  |

### WEB
1. ↑  “愛知県稲沢市の町丁・字一覧”.   人口統計ラボ. 2023年5月5日閲覧。
2. 1 2  総務省統計局 (2022年2月10日). “令和2年国勢調査の調査結果(e-Stat) - 男女別人口，外国人人口及び世帯数－町丁・字等” (CSV). 2023年8月2日閲覧。
3. ↑  “読み仮名データの促音・拗音を小書きで表記するもの(zip形式) 愛知県” (zip).   日本郵便 (2024年2月29日). 2024年3月26日閲覧。
4. ↑  “市外局番の一覧” (PDF).   総務省 (2022年3月1日). 2022年3月22日閲覧。
5. ↑  “ナンバープレートについて”.   一般社団法人愛知県自動車会議所. 2024年1月21日閲覧。
6. 1 2 3 4 5 6 7 8 9 10 11 12 13 14 15 16 17 18 19 20 21 22 23 24 25 26 27 28 29 30 31 32  “愛知県稲沢市下津町の住所一覧”.   ゼンリン. 2024年5月24日閲覧。
7. ↑  総務省統計局 (2014年3月28日). “平成7年国勢調査の調査結果(e-Stat) - 男女別人口及び世帯数 －町丁・字等” (CSV). 2021年7月20日閲覧。
8. ↑  総務省統計局 (2014年5月30日). “平成12年国勢調査の調査結果(e-Stat) - 男女別人口及び世帯数 －町丁・字等” (CSV). 2021年7月20日閲覧。
9. ↑  総務省統計局 (2014年6月27日). “平成17年国勢調査の調査結果(e-Stat) - 男女別人口及び世帯数 －町丁・字等” (CSV). 2021年7月21日閲覧。
10. ↑  総務省統計局 (2012年1月20日). “平成22年国勢調査の調査結果(e-Stat) - 男女別人口及び世帯数 －町丁・字等” (CSV). 2021年7月21日閲覧。
11. ↑  総務省統計局 (2017年1月27日). “平成27年国勢調査の調査結果(e-Stat) - 男女別人口及び世帯数 －町丁・字等” (CSV). 2021年7月21日閲覧。

### 書籍
1. 1 2 3 4 5  「角川日本地名大辞典」編纂委員会 1989, p. 346.